# 미나미가고시마역
미나미가고시마역(일본어: 南鹿児島駅)은 일본 가고시마현 가고시마시에 있는 규슈 여객철도 소속 철도역이며, 이부스키마쿠라자키선의 정차역이다.

## 역구조 및 승강장
섬식 승강장 1면 2선 구조의 지상역이며, 개업 당초에는 단식 승강장 1면 1선 구조였다.
| 플랫폼 | 노선                    | 방향   | 행선지                              |
| 1      | ■ 이부스키마쿠라자키 선 | 하행선 | 기이레 · 이부스키 · 마쿠라자키 방면 |
| 2      | ■ 이부스키마쿠라자키 선 | 상행선 | 가고시마 중앙 · 가고시마 방면       |

## 이용 현황
| 승차 인원 추이 | 승차 인원 추이 |
| 연도           | 1일 평균       |
| -------------- | -------------- |
| 2000           | 1,323          |
| 2001           | 1,384          |
| 2002           | 1,378          |
| 2003           | 1,351          |
| 2004           | 1,403          |
| 2005           | 1,400          |
| 2006           | 1,400          |
| 2007           | 1,374          |
| 2008           | 1,386          |
| 2009           | 1,134          |
| 2010           | 1,126          |
| 2011           | 1,311          |

## 역 주변
- 국도 제225호선

## 인접 역
| 이부스키마쿠라자키 선       | 이부스키마쿠라자키 선    | 이부스키마쿠라자키 선  |
| --------------------------- | ------------------------ | ---------------------- |
| 고리모토 가고시마 중앙 방면 | ■ 쾌속 "나노하나" ■ 보통 | 우스키 마쿠라자키 방면 |